# فرانک گاور
فرانک گاور (انگلیسی: Frank Gower؛ زادهٔ ح. 1915) بازیکن فوتبال اهل بریتانیا است.
از باشگاه‌هایی که در آن بازی کرده‌است می‌توان به باشگاه فوتبال تانبریج ولز و باشگاه فوتبال دارلینگتون اشاره کرد.